# هروزنیتین
هروزنیتین (به چکی: Hroznětín) یک منطقهٔ مسکونی در جمهوری چک است که در ناحیه کارلووی واری واقع شده‌است. هروزنیتین ۱٬۸۷۳ نفر جمعیت دارد.